# Kee Nanayon
Upasika Kee Nanayon, także znana pod pseudonimem Khun Khao-suan-luang (ur. w 1901 r. w Rajburi, Tajlandia, zm. w 1978 r.) – tajlandzka nauczycielka buddyzmu.
W młodości rozwinęła zainteresowanie praktyką buddyjską. Później poświęciła się pracy zawodowej z myślą o zaoszczędzeniu pieniędzy i udaniu się na odosobnienie medytacyjne. W 1946 roku przeniosła się w okolice Khao-suan-luang, gdzie zamieszkała wraz ze swym wujem i ciocią poświęcając cały swój czas praktyce medytacji.
W połowie lat pięćdziesiątych i sześćdziesiątych, jej nauki i poezja stały się znane poza kręgiem jej najbliższych. W jej późniejszych wykładach można było dostrzec wpływy bhikku Buddhadasy. Była samoukiem; jej edukacja opierała się na lekturze kanonu palijskiego i pism współczesnych jej mistrzów.

## Publikacje
- Upasika K. Nanayon, An unentangled knowing: lessons in training the mind, Buddhist Publication Society, 1996.
- Upasika Kee Nanayon, Thanissaro Bhikkhu, Pure and simple: teachings of a Thai Buddhist laywoman, Somerville, 2005
- "Breath Meditation Condensed". dharmaweb.org. [zarchiwizowane z tego adresu (2011-12-20)]..